# Фабријано
Фабријано (итал. Fabriano) насеље је у Италији у округу Анкона, региону Марке.
Према процени из 2011. у насељу је живело 23230 становника. Насеље се налази на надморској висини од 320 м.

## Становништво
Према резултатима пописа становништва 2011. у општини је живело 31.020 становника.
| 1936.  | 1951.  | 1961.  | 1971.  | 1981.  | 1991.  | 2001.  | 2011.  |
| ------ | ------ | ------ | ------ | ------ | ------ | ------ | ------ |
| 26.473 | 28.017 | 27.389 | 27.278 | 28.727 | 28.721 | 30.019 | 31.020 |